# Legio XX Valeria Victrix
La Legio XX Valeria Victrix (Vigésima «Valeria victoriosa») fue una legión romana. Se desconoce si fue reclutada por Julio César en Italia o si, por el contrario, fue formada por Octavio Augusto entre los años 41 y 31 en su lucha contra Marco Antonio y Cleopatra. Sirvió en Hispania, Iliria y Germania Inferior antes de participar en la invasión de Britania en el año 43, donde estaría estacionada hasta, por lo menos, principios del siglo IV. La historia de esta legión ha sido ampliamente estudiada ya que al menos 250 de sus miembros han sido identificados en inscripciones que han llegado hasta nuestros días.

## De Augusto a Calígula
Del año 25 al 13 a. C. formó parte del importante ejército desplazado en la campaña contra los cántabros, estando acantonada en la Hispania Tarraconensis.
En el año 20 a. C, aparece en Burmun (actual Kistanje), en la provincia de Ilírico. Después hace presencia en Aquilea y más tarde en la guerra de Vindelecia. En el año 6 aparece como parte del ejército de Tiberio en su lucha contra las tribus de los marcomanos. Tras el desastre de Varo se traslada a Colonia Agrippina donde permanece hasta el año 30, en que se traslada a Novaessium (actual Neuss).

## Britania, siglo I

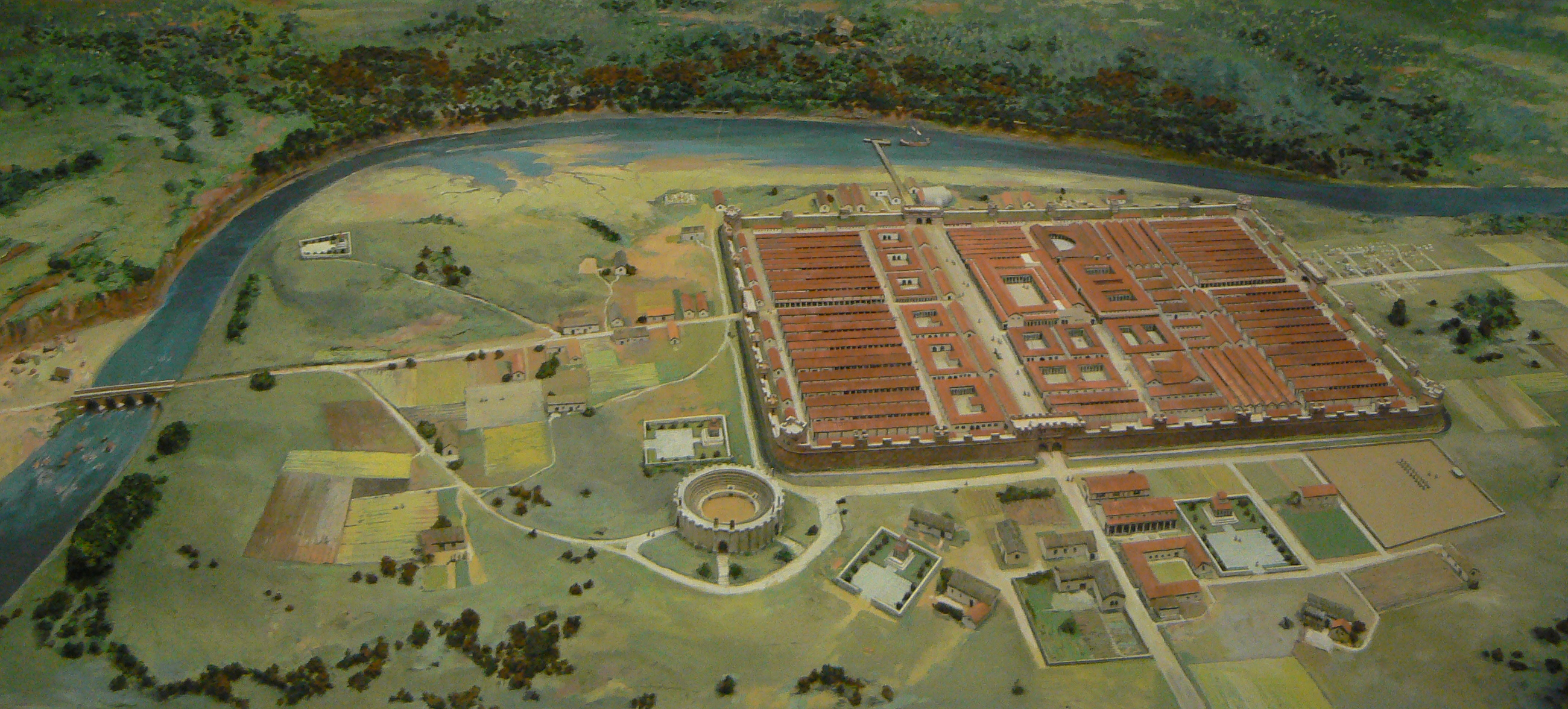
Maqueta de la castra legionis de Deva (Chester, Gran Bretaña)

La legión fue una de las cuatro con las cuales Claudio invadió Britania en 43, siendo acantonada en Camulodunum (Colchester). Sin embargo en invierno del año 49 se desplaza a Glevum (Kingsholm cerca de Gloucester), y posteriormente probablemente a Usk hacia el año 55. 
Luchó esporádicamente contra los siluros en el sur de Gales y ordovicos así como contra el famoso Carataco. En 60 o 61, bajo Nerón, ayudó a sofocar la rebelión de la reina Boadicea. Su participacipación en la Batalla de Watling Street es probable que le hiciera ganar su distinción de "valiente y victoriosa". En el año 67 se trasladó a Viroconium (actual Wroxeter) donde reemplazó a la legio XIV Gemina. 
Durante el breve reinado de los cuatro emperadores la legión tomó parte por Vitelio, marchando algunas de las unidades a Roma y luchando en Cremona. 

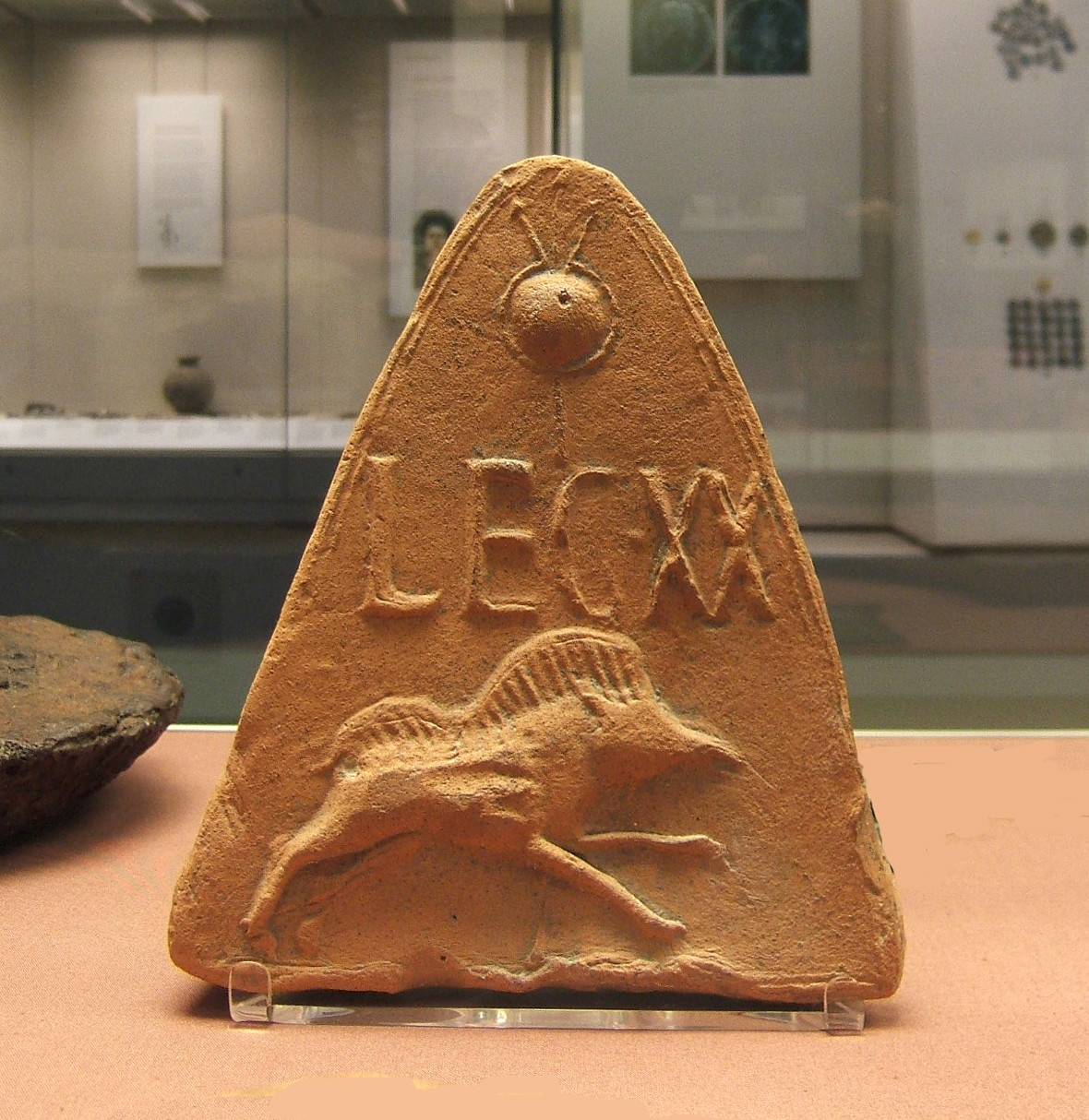
Antefija en el que aparece el jabalí, emblema de esta unidad.

Posteriormente la unidad se desplaza al norte, al área de Carlisle. Entre 78 y 84 participó en las campañas que Cneo Julio Agrícola, gobernador de Britania por aquel entonces, lanzó contra las tribus del norte de Britania y Escocia, participando en la batalla del monte Graupius. 
Construyeron la base de Pinnata Castra en Inchtuthil (Perthshire), la fortaleza romana legionaria situada más al norte del imperio, pero en el año 88, antes de que fuese terminada, se la ordenó retirarse de la región dado que se habían retirado tropas de Britania a causa de la pérdida de la legión V Alaudae a manos de los dacios. El campamento fue demolido y retornando la legión al sur, ocupando Deva (Chester) durante al menos doscientos años.
En el año 89, bajo Domiciano, ayudó a reprimir la revuelta del comandante de la provincia Germania Superior, Lucio Antonio Saturnino.

## Britania,sigloII

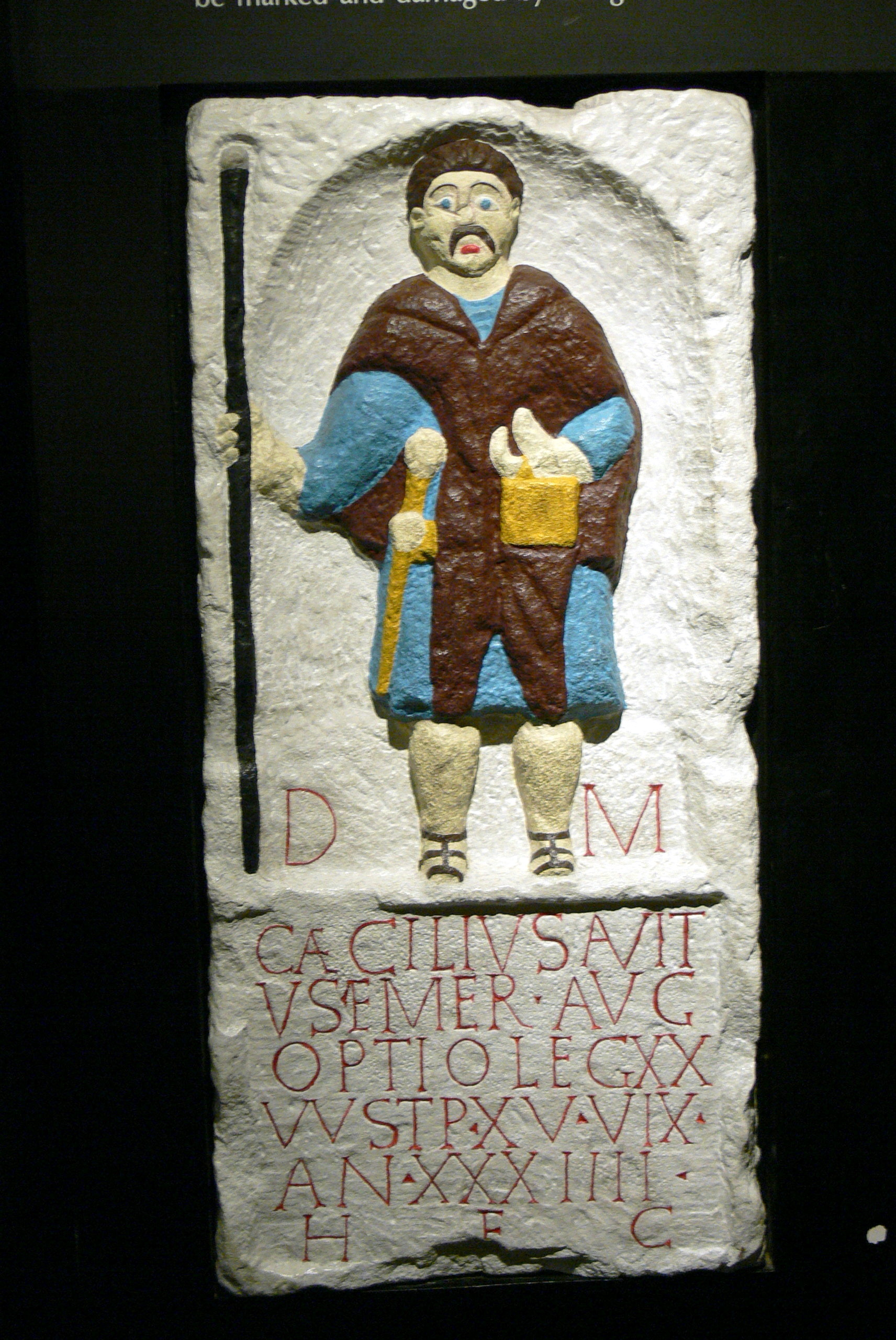
Epitafio del optio de la XX Valeria Victrix Cecilio Avito, natural de Augusta Emerita en Lusitania, quien prestó servicio en la legión en el. Reconstrucción moderna con la policromía original.

La legión ayudó en la construcción de la parte oeste del Muro de Adriano en (122-125) y el Muro Antonino en (140) y participó en las campañas de Septimio Severo contra los pictos y escotos durante el siglo II y principios del III.

## Britania, siglosIIIyIV
Una vexillatio (unidad de caballería reservista), que no regresaría, fue enviada a Germania Inferior en 255 y de allí al limes danubiano. Bajo el mandato de Caracalla y hasta el año 222 a la unidad se le agregó el sobrenombre de Antoniana. Con el emperador Decio, y durante un corto período, se le incorporó el nombre de Deciana. El emblema de la legión fue el jabalí.
Al parecer durante el reinado de los emperadores usurpadores Carausio (286-293) y Allectus (293-296) la legio XX Valeria Victrix continuaba en activo, siendo su última referencia unas monedas acuñadas por el primero que moriría en el 294.
No se conoce más información después de este período, pues su existencia en el siglo IV no está atestiguada.

## sigloV
Los historiadores creen que la Legio XX todavía estaba estacionada en Britania cuando Constantino III retiró la mayor parte de las fuerzas militares de allí en el año 407 para su campaña en el continente. Como quiera que sea, el Imperio de Occidente desapareció en ese mismo siglo.

## La Legión XX en la literatura
En la novela histórica El águila en la nieve (1971), considerada como una de las obras culmen dentro de la narrativa inglesa de su género, su autor, Wallace Breem, sitúa a la Legio XX como la única legión encargada de la defensa de la frontera del imperio en Germania y Galia a principios del siglo V y relata como esta es aniquilada por la invasión de las tribus germanas en el año 406. Los personajes de esta novela, Maximus y Quintus, inspiraron a los personajes principales de la película Gladiator así como la batalla en Mogontiacum (la actual Maguncia) entre la legión XX Valeria Victrix y los germanos en la secuencia de inicio del filme.